# Хармелин, Юрий Аркадьевич
Юрий Аркадьевич Xармелин (рум. Iurie Harmelin; 23 мая 1954, Кишинёв — 8 августа 2020, Кишинёв) — советский и молдавский театральный режиссёр и педагог. Мастер искусств (Maestru în Artă; 2000) и Заслуженный человек (Om Emerit; 2007) Республики Молдова. Основатель и бессменный главный режиссёр кишинёвского театра «С улицы Роз» (1978—2020). Почётный гражданин Кишинёва (2014).

## Биография
Юрий Xармелин родился в 1954 году в Кишинёве. В 1977 году окончил Пятигорский государственный институт иностранных языков по специальности «Преподаватель английского и немецкого языков» и одновременно по общему факультету как руководитель школьного кружка. Работал учителем в сельской школе в Чечено-Ингушской АССР, с 1978 года — преподавателем английского и немецкого языков и пионервожатым в кишинёвской средней школе № 55 на улице Роз. В том же году основал в этой школе самодеятельный театр, уже в следующем году ставший первым в СССР школьным народным театром юного зрителя. В 1985 году окончил режиссёрское отделение Театрального училища имени Б. В. Щукина.
В 1988 году под его руководством театр школы № 55 получил статус городского театра-студии и в школе впервые в стране были образованы два старших класса с театральной специализацией под эгидой Кишинёвского института искусств имени Г. В. Музическу (выпускники этих классов проходили специальный отбор для дальнейшего обучения на созданном в том же 1988 году факультете театрального искусства этого института, где у Юрия Хармелина был свой курс). Курс преподавания актёрского мастерства и других связанных с театром предметов был разработан Ю. А. Хармелиным. В 1992 году эта студия отделилась от школы, переехала в отдельное помещение и превратилась в Театр с улицы Роз, в 2008 году ставший государственным (с 2019 года — Государственный молодёжный драматический театр «С улицы Роз» имени Юрия Хармелина). Юрий Хармелин был директором, художественным руководителем и постановщиком всех спектаклей коллектива на протяжении 42-х сезонов.
Впоследствии Ю. А. Хармелиным на основе этого театра была создана уникальная образовательная система, включавшая специализированный театральный лицей с русским языком обучения и театральный факультет, где выпускники лицея могли продолжить обучение по специальности. С 1995 года — основатель и директор авторского учебного заведения — Городского театрального лицея, с обучением с 1-го по 12-й класс, где помимо общеобразовательных предметов преподаются специальные театральные дисциплины (актёрское мастерство, сценическая речь, хореография, сольфеджио, музыкальный инструмент до 5-го класса, затем сценическое движение, ритмика, вокал, история театра и в старших классах фехтование). С 2001 года основатель и ректор Межнациональной академии культуры, театрального искусства и менеджмента (с 2005 года — декан созданного на основе этой академии театрального факультета Славянского университета Молдовы).
За 42 года работы в театре «С улицы Роз» осуществил свыше 250 постановок русских и зарубежных авторов. Сделал несколько постановок в Русском драматическом театре имени А. П. Чехова, Республиканском театре «Лучафэрул» и других театральных коллективах. Многие пьесы были переведены на русский язык с английского и немецкого языков самим Хармелиным специально для осуществлённых им постановок, в некоторых спектаклях он принимал участие как актёр и сценограф.
В 2008 году организовал ежегодный международный театральный фестиваль камерных театров и спектаклей малых форм «Молдфест.Рампа.Ру». Истории театра и анализу режиссуры Юрия Хармелина посвящена монография Татьяны Котович «Государственный молодёжный драматический театр "С улицы Роз"» (Витебск: Витебский государственный университет имени П. М. Машерова, 2014. — 514 с.). Среди учеников Ю. А. Хармелина в Кишинёвском институте искусств — Юрий Деркач (1992), Сергей Тушов (1995); большинство актёров ГМДТ «С улицы Роз» — выпускники театрального лицея и курса Хармелина на театральном факультете Славянского университета.

## Семья
- Мать — Сарра Марковна Хармелина (1923—1992).
- Первая жена — Наталья Борисовна Литвяк.
  - Дочь — Анна (род. 1978)
- Вторая жена (с 1981 года) — Стелла Хармелина, директор кишинёвского Еврейского культурного центра КЕДЕМ[21].
  - Дети — Ирина и Роман[22].

## Творчество[23]

### Постановки в театре
| Театральный сезон | Постановки |
| ----------------- | --- |
| 1978—1979         | - А. Салынский, «Барабанщица», драма - Б. Васильев, «А зори здесь тихие», драма - А. Ремез, «Был выпускной вечер», песнь о любви и дружбе - А. Линдгрен, «Пеппи Длинныйчулок», музыкально-цирковое представление - Э. Успенский, «Чудеса с доставкой на дом», новогодняя сказка |
| 1979—1980         | - В. Маяковский, «Разговор с товарищем Лениным о дряни», сатирическое представление - А. Чехов, «Медведь», комедия-шутка - Н. Гоголь, «Ревизор», трагедия города N - О. Михайлова, «Царевна-лягушка», откровенный разговор                                                      |
| 1980—1981         | - В. Коростылёв, «Путешествие в старую сказку», сказка для детей - В. Аграновский, «Остановите Малахова», драматическое исследование - Г. Боровик, «Интервью в Буэнос-Айресе», политическая драма                                                                               |
| 1981—1982         | - Б. Васильев, «В списках не значился...», драма - А. Хмелик, «А всё-такие она вертится», комедия |
| 1982—1983         | - Г. Горин, «Ах, в эти средние века...», героическая комедия по мотивам романа Шарля де Костера «Легенда об Уленшпигеле» - С. Злотников, «Команда», трагикомедия - Н. Хантер, «Поединок в подвале», драма                                                                       |
| 1983—1984         | - М. Шатров, «Синие кони на красной траве», опыт публицистическоей драмы - К. Чуковский, «Путаница», музыкально-сатирическое представление для детей и взрослых - А. Кузнецов, «Разбитое окно», школьная история                                                                |
| 1984—1985         | - М. Рощин, «Эшелон», повесть для театра - М. Булгаков, «Мастер и Маргарита», инсценированные страницы романа - К. Сергиенко, «Прощай, овраг», притча - Е. Шварц, «Красная шапочка», сказка для детей                                                                           |
| 1985—1986         | - Ф. Достоевский, «Преступление и наказание», инсценированные страницы романа - Г. Полонский, «Никто не поверит», притча о любви - А. Володин, «Две стрелы», детектив каменного века                                                                                            |
| 1986—1987         | - В. Синакевич, «Гадкий утёнок», представление по мотивам сказки Г. Х. Андерсена - Л. Разумовская, «Дорогая Елена Сергеевна», драма - Г. Полонский, «Не покидай!», сказка |
| 1987—1988         | - Л. Филатов, «Про Федота-стрельца, удалого молодца», комедия-сувенир - К. Гольдони, «Трактирщица», комедия |
| 1988—1989         | - С. Мрожек, «Полиция», комедия-фарс - В. Шекспир, «Ромео и Джульетта», народная трагедия - Н. Слепакова, «Бонжур, мсье Перро!», музыкальное представление по мотивам сказки Шарля Перро «Кот в сапогах»                                                                        |
| 1989—1990         | - А. Шипенко, «Ла фюнф ин дер люфт!», сцены из жизни - В. Левашов, «ЧМО», послесловие к приговору - Б. Лейбоу, «А шэйн мэйдл», драма - Т. Уайлдер, «Наш городок», рассказ о жизни                                                                                               |
| 1990—1991         | - С. Злотников, «Команда», трагикомедия (премьера с новым актёрским составом) - Е. Шварц, «Голый король», сказка для детей и взрослых - «Это было, было...», ретро-комедия, придуманная театром                                                                                 |
| 1991—1992         | - Н. Гоголь, «Мёртвые души», народная драма - С. Мрожек, «Танго», трагикомедия - В. Коростылёв, «Однажды в старой Дании», сказка по мотивам произведений Г. Х. Андерсена |
| 1992—1993         | - Л. Петрушевская, Э. де Филиппо, С. Злотников, Н. Степакова, «Любовь», лирическая комедия - С. Стратиев, «Автобус», трагикомедия - А. Вампилов, «Утиная охота», драма |
| 1993—1994         | - С. Мрожек, «Эмигранты», трагикомедия - Н. Лесков, «Леди Макбет Мценского уезда», драма - Ж.-П. Сартр, «За закрытыми дверями», психологический этюд |
| 1994—1995         | - А. Волков, «Волшебник Изумрудного города», сказка - У. Шекспир, «Король Лир», трагедия |
| 1995—1996         | - Д. Хармс, «Полёт в небеса», полёт в стиле Хармса - А. Островский, «Гроза», драма - Н. Коляда, «Америка России подарила пароход», драма |
| 1996—1997         | - С. Маршак, «Мистер Твистер», мюзикл - А. Толстой, «Приключения Буратино в Стране дураков»,сказка о людях и куклах |
| 1997—1998         | - М. Лермонтов, «Маскарад», драма - К. Чуковский, «Доктор Айболит», музыкальная сказка |
| 1998—1999         | - А. Пушкин, «Сказка о попе и работнике его Балде», мюзикл - В. Маяковский, «Клоп», сатирическая комедия |
| 1999—2000         | - В. Коростылёв, «Варшавский набат», грустное цирковое представление - М. Еминеску, «Лучафэрул», поэтическая история - Шолом-Алейхем, «У нас в Касриловке», музыкальная комедия                                                                                                 |
| 2000—2001         | - А. Островский, «Гроза», эротическая мелодрама - И. Шрайбман, «Творения и любовь», исповедь - С. Маршак, «Мистер Твистер», мюзикл - А. Левин, «Кантор», лирическая комедия |

В Русском драматическом театре имени А. П. Чехова поставил спектакли «Королева-мать», «За двумя зайцами» М. Старицкого, «Волшебник Изумрудного города» А. Волкова. В Республиканском театре «Лучафэрул» поставил спектакль «Танго» С. Мрожека на молдавском языке.
Как актёр Юрий Хармелин участвовал в двух кинолентах («Заяц над бездной» и «Женские мечты о дальних странах») снявшись в эпизодах.

## Награды и премии
- Орден Республики (16 ноября 2017 года) — в знак признания особых заслуг в развитии и продвижении театрального искусства, за значительный вклад в утверждение культурных ценностей и высокое творческое мастерство[24].
- Орден «Трудовая слава» (28 февраля 2012 года) — за долголетнюю плодотворную деятельность в области культуры, заслуги в пропаганде духовных ценностей и вклад в эстетическое воспитание молодого поколения[25].
- Медаль Пушкина (28 октября 2014 года, Россия) — за большой вклад в укрепление дружбы и сотрудничества с Российской Федерацией, сохранение и популяризацию русского языка и культуры за рубежом[26].
- Maestru în Artă (31 октября 2000 года) — за заслуги в развитии художественного образования, значительный вклад в пропаганду театрального искусства и высокий профессионализм[27].
- Om Emerit (28 мая 2007 года) — за долголетний плодотворный труд в области образования, вклад в совершенствование учебно-воспитательного процесса и активную организационно-методическую деятельность[28].
- Почётный гражданин Кишинёва (2014)[29][30].
- Заслуженный деятель образования Республики Молдова.
- Премия имени народного артиста СССР Кирилла Лаврова (2018)[31][32].
- Межгосударственная премия СНГ «Звёзды Содружества» за 2019 год[33].